# Parc national Lihué Calel
Le parc national Lihué Calel est situé dans le département de Lihuel Calel de la province de La Pampa en Argentine. Il est longé du côté sud-est par la route nationale 152, bien asphaltée, qui constitue sa voie d'accès depuis Buenos Aires.